# Демокріт
Демокріт (Демокрит) Абдерський (дав.-гр. Δημόκριτος, приблизно 460—370 роки до н. е.) — давньогрецький філософ-матеріаліст, засновник атомістичної гіпотези пояснення світу, що розглядав можливість існування  нескінченної кількості неповторних світів.

## Біографія
Матір Демокріта звали Сиптілія і він народився в місті Абдери у Фракії. Він багато мандрував світом, вивчив філософські та натурфілософські ідеї різних народів, а саме: Єгипту, Вавилону, Персії та Ефіопії.
Розповідали, що на ці подорожі Демокріт витратив великі гроші, які отримав у спадок від батька. Розтрата спадку в Абдерах переслідувалась судом. На суді замість свого захисту, Демокріт зачитує уривки із свого твору — «Великий світоустрій» і був виправданим, що гроші витрачені не дарма.
Багато хто з громадян вважав Демокріта дивакуватим і незрозумілим, тому що той часто йшов з міста — ховався подалі від метушні і поринав у роздуми. Демокріт часто вибухав сміхом, з приводу того, що йому людські тіла видавалися доволі смішними на фоні великого світового порядку. Співгромадяни визнали Демокріта божевільним і, навіть, запросили відомого лікаря Гіпократа для медичного огляду. Гіпократ та Демокріт дійсно зустрічалися, після чого перший запевнив всіх, що Демокріт — один із наймудріших людей, з якими йому доводилось спілкуватись.  Його прозвали «філософ, що сміється».
Демокріт імовірно прожив сто чотири роки.

## Учення про атоми
Демокріт розвинув учення про атоми свого вчителя філософа Левкіппа, що є головним досягненням демокрітової філософії. Демокріт доходив до ідеї неподільності атомів, які можуть бути різної конфігурації: гачкоподібні, кітвоподібні, кутасті, вигнуті тощо.
За Демокрітом фізичні атоми неподільні, але подумки в них можна виділити певні частини — точки, які не мають ваги і які не можна від атома відторгнути. Це — уявна частина атома — «амера» (та, що не має частин). У найдрібнішому атомі було сім амер: верхня, нижня, ліва і права, передня і задня, серединна. Це була математика, узгоджена з даними чуттєвого сприйняття, які говорили, що, яким би малим не було фізичне тіло — наприклад, невидимий атом, — точки частини (сторони) у ньому завжди можна уявити, але ділити нескінченно навіть подумки неможливо.[джерело?]
Атоми рухаються у великій пустоті, вдаряються один об одного, та тримаються разом, утворюючи різні тіла. Різні тіла — це різні комбінації атомів. Різноманітність тіл спричинена різноманітністю складених атомів.
Атоми не можуть доторкатися — між будь-якими двома атомами завжди є простір. Слідкуючи з цього при зближенні атомів між ними виникають сили відштовхування.

## Принцип ізономії
Принцип ізономії (з грец. «рівність всіх перед законом») —  це чітка констатація принципу інерції — основи всієї сучасної фізики. Галілей, якому приписують відкриття інерції, всього лише скористався працями Демокріта та інших античних філософів.
Принципи ізономії:
1. Існують атоми різних форм і розмірів (в тому числі з розміром у цілий світ).
2. Усі напрямки та всі точки у Великій Пустоті рівноправні.
3. Атоми рухаються у Великій Пустоті в будь-яких напрямках і з будь-якими швидкостями.

## Аксіоматичний метод у математиці
У методології Демокріта уперше в історії пізнання системно використаний раніше недостатньо чітко усвідомлюваний аксіоматичний метод. Концепція математичного атомізму Демокріта логічно послідовно витікала з атомізму фізичного і підтверджувала правомірність усієї системи теоретичної математики. У межах цієї концепції було отримано багато видатних результатів, серед яких особливо слід зазначити заслуги Демокріта як одного з фундаторів методу нескінченно малих.
За легендою Платон настільки не любив Демокріта, що звелів спалити всі його книги.

## Космологія
Для філософії Демокріта характерний твердий детермінізм — заперечення випадковості; все, за Демокрітом, закономірне і має свої причини. Філософ стверджував, що люди вигадали ідол випадку, щоб користуватися ним як приводом, який прикриває їх власну нерозсудливість. Демокріту приписують авторство забавної притчі: Один раз лиса людина йшла по пустельній місцевості і їй на голову з неба впав камінь. Людина померла. — Якщо ми не утруднятимемо себе поясненнями, то скажемо, що це відбулося випадково. Однак, спробувавши знайти причину, ми довідаємося, що в цій місцевості живуть хижі птахи, які своєрідним способом полюють на черепах — піднімають у пазурах камінь і кидають його зверху на панцир черепахи її, розбиваючи його, ласують м'ясом черепахи. У нашому випадку птах лисину сприйняв за панцир. Мораль: завжди шукай причину, закономірність того, що відбувається.[джерело?]
Демокріт розвиває концепцію Левкіппа про космічні вихри, які породжують незліченні світи, різні за розміром і структурою. В одних світах сонце і місяць більше наших, в інших — більша кількість світил, у третіх — немає зовсім. Світи, розрізняються за віком: одні тільки народжуються; інші — перебувають у розквіті; треті — гинуть зіштовхуючись один з одним.[джерело?]
Велика Пустота просторово нескінченна. Спочатку в хаосі спонтанно утворюється великий вихор. Симетрія Великої пустоти порушується і у всередині вихра утворюється центр і периферія. Важкі тіла накопичуються в центрі вихра. Різниця між важким і легким не якісна, а кількісна. На зовнішній поверхні світу утворюється захисна плівка, яка відгороджує космос від навколишньої пустоти. Атоми намагаються рухатися до середини всесвіту, тому він має сферично-симетричну структуру.
Демокріт прихильник концепції множинності світів. Наш світ Земля — центр Космосу, тому не рухається ні в якому напрямку, проте інші світи можуть рухатись в будь-якому напрямку, так як всі напрямки рівноправні.
Земля не має форми кулі, бо при заході і сході сонця сонячні промені по поверхні падали не по прямій лінії, а по дузі.[джерело?]
Порядок розміщення світил:[джерело?]
1. Місяць.
2. Венера.
3. Сонце.
4. Інші планети.
5. Зірки.

Падінню тіл на Землю перешкоджає відцентрова сила.
Чумацький Шлях є сукупністю зірок, які розташовуються одна відносно одної так, що їх зображення зливаються в єдине слабке світіння.

## Етика
Демокріт виділив два ступені пізнання: почуттєвий досвід, який виникає внаслідок витікання від об'єктів прозорих матеріальних образів, які попадають в наші органи почуттів і мислення. Почуття, що є джерелом будь-якого пізнання саме по собі може дати лише «темне», тобто неповне, поверхневе знання, тому що сутність речей — атоми, можуть бути осягненні умоглядним шляхом.[джерело?]
Етика Демокріта — це етика щастя — гедонізм. Метою життя філософ вважає гарний настрій — евтюмію, що означає безтурботний щасливий стан, коли людина не піддається дії пристрастей і страху. Найбільшою чеснотою є безтурботна мудрість, яка дає людині дар правильно мислити, правильно говорити і правильно чинити.[джерело?]
У соціально-політичних поглядах Демокріт був прихильником демократичного устрою держави, стверджуючи, що бідність у демократії настільки краще так званого благополуччя громадян при царях, наскільки свобода краще рабства.[джерело?]
Демокріт розвиває загально еллінське поняття міри. Міра — це відповідність поведінки людини до її природних можливостей і здібностей. Через призму подібної міри задоволення постає уже об'єктивним благом, а не тільки суб'єктивним чуттєвим сприйняттям.
Основний принцип існування людини — перебування в безтурботно розташованому дусі, позбавленому пристрастей і крайностей. Це не тільки просто лише чуттєве задоволення, а стан «спокою, безтурботності і гармонії».
Все зло і нещастя трапляються з людиною через відсутність необхідного знання. Звідси і висновок: усунення проблем лежить в здобутті знань. Філософія Демокріта не допускає абсолютності зла, ставлячи мудрість засобом досягнення щастя.

## Вклад в інші науки
- Один із перших давньогрецьких календарів.
- Об'єм піраміди.

## Релігія
Демокріт заперечував існування богів і роль всього надприродного в утворенні світу.

## Твори
Можливо, існувало 70 творів, проте ні один з них до наших днів не зберігся.
Найбільш значуща робота Демокріта: «Великий світоустрій», яка охоплювала всі доступні в той час знання.
Деякі з творів: «Про почуття», «Про планети», «Про розум», «Опис полюсів», «Землеробство».

## Пам'ять
У 1935 р. Міжнародний астрономічний союз надав ім'я Демокріта кратеру на видимому боці Місяця.
У місті Кривий Ріг є вулиця Демокріта.

## Інші факти
- Портрет Демокрита було представлено на грецькій монеті номіналом 10 драхм, а також на купюрі номіналом 100 драхм.